# Campionati del mondo di atletica leggera 2005 - 10000 metri piani maschili
La gara dei 10000 metri piani maschili dei Campionati del mondo di atletica leggera di Helsinki 2005 si è disputata nella giornata dell'8 agosto.

## Podio
| Posizione | Atleta          | Paese   |
| --------- | --------------- | ------- |
| Oro       | Kenenisa Bekele | Etiopia |
| Argento   | Sileshi Sihine  | Etiopia |
| Bronzo    | Moses Mosop     | Kenya   |

## Risultati
| Posizione | Nome                      | Nazione     | Tempo    |
| --------- | ------------------------- | ----------- | -------- |
|           | Kenenisa Bekele           | Etiopia     | 27'08"33 |
|           | Sileshi Sihine            | Etiopia     | 27'08"87 |
|           | Moses Mosop               | Kenya       | 27'08"96 |
| 4         | Boniface Kiprop Toroitich | Uganda      | 27'10"98 |
| 5         | Martin Mathathi           | Kenya       | 27'12"51 |
| 6         | Zersenay Tadese           | Eritrea     | 27'12"82 |
| 7         | Abebe Dinkesa             | Etiopia     | 27'13"09 |
| 8         | Abderrahim Goumri         | Marocco     | 27'14"64 |
| 9         | Nicholas Kemboi           | Qatar       | 27'16"22 |
| 10        | Juan Carlos de la Ossa    | Spagna      | 27'33"42 |
| 11        | Yonas Kifle               | Eritrea     | 27'35"72 |
| 12        | Charles Kamathi           | Kenya       | 27'37"82 |
| 13        | Abdihakem Abdirahman      | Stati Uniti | 27'52"01 |
| 14        | Christian Belz            | Svizzera    | 27'53"16 |
| 15        | Gebregziabher Gebremariam | Etiopia     | 27'53"19 |
| 16        | Sultan Khamis Zaman       | Qatar       | 27'53"33 |
| 17        | Dieudonné Disi            | Ruanda      | 27'53"51 |
| 18        | John Yuda Msuri           | Tanzania    | 27'57"31 |
| 19        | Yu Mitsuya                | Giappone    | 27'57"67 |
| 20        | Mohammed Amyn             | Marocco     | 28'12"59 |
| 21        | Khalid El Aamri           | Marocco     | 28'37"72 |
| 22        | Terukazu Omori            | Giappone    | 28'59"46 |
| —         | Mebrahtom Keflezighi      | Stati Uniti | dnf      |